# MUS情報システム
MUS情報システム株式会社（英文略称：MUSIS、英文表記：MUS information Systems Co.,Ltd. ）は、主として三菱UFJモルガン・スタンレー証券を対象としたシステムの開発・保守などを担う企業。三菱UFJ証券ホールディングスの100%子会社である。2006年10月に現社名に変更した。